# Савијано
Савијано (итал. Saviano) је насеље у Италији у округу Напуљ, региону Кампанија.
Према процени из 2011. у насељу је живело 13110 становника. Насеље се налази на надморској висини од 38 м.

## Становништво
| 1931. | 1936. | 1951. | 1961.  | 1971.  | 1981.  | 1991.  | 2001.  | 2011.  |
| ----- | ----- | ----- | ------ | ------ | ------ | ------ | ------ | ------ |
| 7.059 | 7.614 | 9.445 | 10.259 | 10.552 | 11.056 | 13.101 | 14.755 | 15.488 |